# Jura (departamento)
El Jura (39) es un departamento francés que debe su nombre a la cadena de montañas que lo atraviesa del noreste al suroeste. Su capital es Lons-le-Saunier. Sus habitantes se llaman, en francés, jurassiens.
Fue creado durante la Revolución Francesa, el 4 de marzo de 1790, a partir de una comarca de la provincia del Franco Condado (Franche-Comté). El departamento forma parte de la región actualmente de Borgoña-Franco Condado.

## Geografía
- Limita con los departamentos franceses de Alto Saona al norte, del Saona y Loira y Côte-d'Or al oeste, del Ain al sur, y con Doubs y el cantón suizo de Vaud al este.
- En el Jura se encuentra uno de los bosques más extensos de Francia, llamado La Chaux.
- Ríos principales: Doubs, Ain

## Demografía
| 1801    | 1831    | 1841    | 1851    | 1856    | 1861    | 1866    |
| ------- | ------- | ------- | ------- | ------- | ------- | ------- |
| 288.151 | 312.504 | 316.884 | 313.299 | 296.701 | 298.053 | 298.477 |
| 1872    | 1876    | 1881    | 1886    | 1891    | 1896    | 1901    |
| 287.634 | 288.823 | 285.263 | 281.292 | 273.028 | 266.143 | 261.288 |
| 1906    | 1911    | 1921    | 1926    | 1931    | 1936    | 1946    |
| 257.725 | 252.713 | 229.062 | 230.685 | 229.109 | 220.797 | 216.386 |
| 1954    | 1962    | 1968    | 1975    | 1982    | 1990    | 1999    |
| 220.202 | 225.682 | 233.547 | 238.856 | 242.925 | 248.759 | 250.857 |

Nota sobre la tabla: el 1 de junio de 1974, el municipio de Antorpe (106 habitantes en 1968) se fusionó con el de Saint-Vit (Doubs), con lo que cambió el límite del departamento.
Las principales ciudades son (datos del censo de 1999):
- Dole: 24 949 habitantes, 30 363 en la aglomeración.
- Lons-le-Saunier: 18 483 habitantes, 25 867 en la aglomeración.

## Gastronomía
- Es muy conocido por su quesos Comté y Morbier, pero también conviene saber que es una región vinícola con una mentalidad independiente debido a sus decenas de artesanos naturalistas que producen botellas que hacen volver sus miradas a los sommeliers de Londres y París. Consiguen esto haciendo madurar durante seis años en sus bodegas la uva Savagnin, consiguiendo uno de los espumosos más conocidos por las rutas en carretera que se hacen en Jura.
- Vacherin Mont-d'Or - Queso de la región